# Madame Curie (film)
Madame Curie è un film del 1943 diretto da Mervyn LeRoy.

## Trama
Marie Skłodowska è una giovane studentessa polacca che, agli inizi degli anni 1890, si trasferisce a Parigi per studiare fisica alla Sorbona. Determinata e brillante, si dedica anima e corpo allo studio, trascurando però la propria salute fino a svenire durante una lezione. Preoccupato per lei, il professor Perot la invita a un pranzo e, riconoscendo il suo straordinario talento, le offre il suo sostegno. Le suggerisce inoltre di collaborare con Pierre Curie, un fisico altrettanto dedito alla ricerca, che Marie conosce quella sera stessa durante una festa. All'inizio, i due scienziati si concentrano esclusivamente sulle loro ricerche, scambiando solo poche parole. Con il tempo, però, Pierre rimane sempre più colpito dall'acume e dalla determinazione di Marie, intuendo che il suo futuro nella scienza sarà straordinario. Marie, tuttavia, ha in mente di tornare in Polonia per insegnare, un proposito che difende strenuamente anche quando Pierre, nel tentativo di trattenerla a Parigi, la invita nella casa di campagna della sua famiglia. Alla fine, Pierre le fa una proposta di matrimonio, che Marie accetta, dando così inizio a una vita insieme tanto nell'amore quanto nella ricerca scientifica. Con il sostegno di Pierre, Marie intraprende lo studio della radioattività, un fenomeno che ha da sempre destato la sua curiosità. Dopo anni di esperimenti estenuanti, ipotizza l'esistenza di un elemento sconosciuto con una radioattività più intensa di qualsiasi altro finora noto. La loro ricerca diventa un'impresa titanica: lavorano in condizioni difficili, in un capanno diroccato, manipolando tonnellate di minerale per estrarne piccolissime quantità di una misteriosa sostanza. Alla fine, il loro instancabile impegno viene ripagato: riescono a isolare il nuovo elemento e lo chiamano radio. Il riconoscimento internazionale non tarda ad arrivare e i coniugi Curie vengono insigniti del Premio Nobel. Nonostante la fama, continuano a lavorare con dedizione, senza cedere alle distrazioni della celebrità. La loro vita familiare, con le figlie Irène ed Ève, scorre in un delicato equilibrio tra scienza e affetti. Tuttavia, un evento drammatico sconvolgerà per sempre l'esistenza di Marie, costringendola a trovare dentro di sé la forza per portare avanti il lavoro iniziato con Pierre.

## Premi e riconoscimenti
- Premi Oscar 1944
  - Candidatura al  miglior film
  - Candidatura al  miglior attore a Walter Pidgeon
  - Candidatura alla  miglior attrice a Greer Garson
  - Candidatura alla migliore fotografia  (bianco e nero)
  - Candidatura alla migliore scenografia (bianco e nero)
  - Candidatura alla migliore colonna sonora
  - Candidatura al miglior sonoro